# Арменго, Жюль
Жюль Арменго (фр. Bertrand Jules Armingaud; 3 мая 1820, Байонна — 27 февраля 1900, Париж) — французский скрипач.
С 1839 г. играл в оркестре Парижской оперы. Известен, главным образом, как ансамблевый музыкант, в 1855 г. основавший и возглавивший струнный квартет (партию альта, а затем второй скрипки в нём некоторое время исполнял Эдуар Лало, на виолончели играл Леон Жаккар). Этот коллектив активно пропагандировал во Франции австрийскую музыку — особенно камерные сочинения Франца Шуберта — и пользовался авторитетом (в частности, Генрик Венявский, гастролируя в Париже в 1858 г., выбрал в партнёры для выступления квартет Арменго, заменив самого Арменго за первым пультом). Гектор Берлиоз надписал Арменго свою фотографию словами «одному из самых восхитительных виртуозов, которых я знаю». Партию фортепиано с квартетом Арменго, дополняя его до квинтета, исполняла Аглая Массар.
Автор ряда сочинений для скрипки и фортепиано, в том числе фантазии на темы оперы «Лоэнгрин». Среди учеников Арменго был испанский скрипач Мануэль Родригес Саэс, у которого, в свою очередь, учился в Мадриде Пабло Сарасате.
Двоюродной сестрой Арменго была Констанс де Сент-Мари, ученица Жюля Массне, ставшая в 1866 г. его женой; Арменго был свидетелем на их свадьбе.